# Az Osztrák–Magyar Monarchia kitüntetéseinek viselési sorrendje az 1918. évi állapotnak megfelelően
Az osztrák–magyar rendjelek, kitüntetések, dísz- és emlékjelvények viselési sorrendje az 1918. évben a következő volt:
Aranygyapjas Rend (sorrenden kívül)
1. Katonai Mária Terézia-rend nagykeresztje
2. Katonai Mária Terézia-rend középkeresztje
3. Katonai Mária Terézia-rend lovagkeresztje
4. Magyar Királyi Szent István-rend nagykeresztje
5. Katonai Érdemkereszt 1. osztálya
6. Lipót Rend nagykeresztje
7. Lipót Rend 1. osztálya
8. Vaskorona-rend 1. osztálya
9. Magyar Királyi Szent István-rend középkeresztje
10. Nagy Katonai Érdemérem
11. Ferenc József-rend nagykeresztje
12. Polgári Hadi Érdemkereszt 1. osztálya
13. Vöröskereszt érdemcsillaga
14. Pro Litteris et Artibus diszjelvény
15. Lipót-rend középkeresztje
16. Katonai Érdemkereszt 2. osztálya
17. Magyar Királyi Szent István-rend lovagkeresztje
18. Vaskorona Rend 2. osztálya
19. Ferenc József-rend középkeresztje a csillaggal
20. Lipót-rend lovagkeresztje
21. Ferenc József-rend középkeresztje
22. Polgári Hadi Érdemkereszt 2. osztálya
23. Ferenc József-rend tisztikeresztje
24. Vaskorona-rend 3. osztálya
25. Ferenc József-rend lovagkeresztje
26. Arany Vitézségi Érem tisztek számára
27. Polgári Hadi Érdemkereszt 3. osztálya
28. I. osztályú Ezüst Vitézségi Érem tisztek számára
29. Ferenc József-kereszt
30. Katonai Érdemkereszt 3. osztálya
31. 1. osztályú Érdemkereszt lelkészek számára
32. 2. osztályú Érdemkereszt lelkészek számára
33. Ezüst Katonai Érdemérem
34. Bronz Katonai Érdemérem
35. Ferenc József-emlékjelvény 1. osztálya
36. Arany Vitézségi Érem
37. Koronás Arany Érdemkereszt
38. Arany Érdemkereszt
39. 1. osztályű Vitézségi Érem
40. 2. osztályű Vitézségi Érem
41. Koronás Ezüst Érdemkereszt
42. Ezüst Érdemkereszt
43. Bronz Vitézségi Érem
44. Koronás Vas Érdemkereszt
45. Vas Érdemkereszt
46. Károly-csapatkereszt
47. Polgári Hadi Érdemkereszt 4. osztálya
48. Ferenc József-emlékjelvény 2. osztálya
49. Sebesültek Érme
50. Hadiérem
51. 1. osztályú Tiszti Szolgálati Jel
52. Díszérem 40 Évi Hü Szolgálatokért
53. 2. osztályú Tiszti Szolgálati Jel
54. 3. osztályú Tiszti Szolgálati Jel
55. Vöröskereszt 1. osztályú díszjelvénye
56. Vöröskereszt tisztidíszjelvénye
57. Vöröskereszt 2. osztályú díszjelvénye
58. Vöröskereszt ezüst díszérme
59. Vöröskereszt bronz díszérme
60. 1. osztályú Legénységi Szolgálati Jel
61. 2. osztályú Legénységi Szolgálati Jel
62. 3. osztályú Legénységi Szolgálati Jel
63. Jubileumi Udvari Emlékérem
64. Jubileumi Udvari Emlékérem a fegyveres erő számára
65. Jubileumi Udvari Emlékérem a polgári alkalmazottak számára
66. Jubileumi Udvari Kereszt
67. Katonai Jubileumi Kereszt
68. Jubileumi Kereszt polgári alkalmazottak számára
69. Bosznia-Hercegovinai Emlékérem
70. 1912/13-as Emlékkereszt

A Tiszti Arany Vitézségi Érem első helyen viselendő. A hadiszalagos (hadiékitményes) kardos kitüntetés a béke kitüntetések elé sorolandó.